# 萨维尼苏马兰
萨维尼苏马兰（法語：Savigny-sous-Mâlain，法語發音：[saviɲi su malɛ̃]，意为“马兰下方的萨维尼”）是法国科多尔省的一个市镇，位于该省中部，马兰市区西侧，属于第戎区和乌什河与山岳市镇公共社区。

## 地理
萨维尼苏马兰（47°19'56"N, 4°45'34"E）面积6.35 平方千米，位于法国勃艮第-弗朗什-孔泰大區科多尔省，该省份为法国中东部省份，北起奥布省，西接涅夫勒省和约讷省，南至索恩-卢瓦尔省，东南接汝拉省，东临上索恩省，东北部与上马恩省接壤。
与萨维尼苏马兰接壤的市镇（或旧市镇、城区）包括：上布莱西、普拉隆、博尔姆拉罗什、下布莱西、比西拉佩勒、马兰、梅蒙、松贝农。
萨维尼苏马兰的时区为UTC+01:00、UTC+02:00（夏令时）。

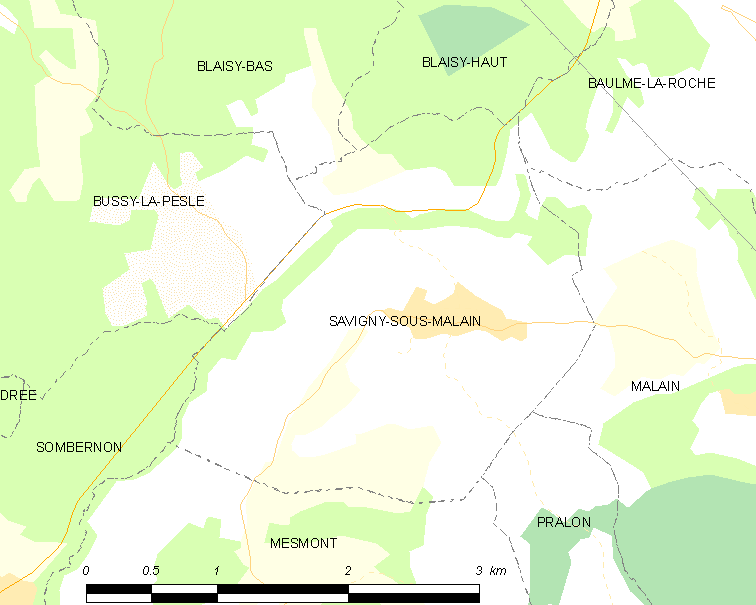
萨维尼苏马兰的OSM定位图

## 行政
萨维尼苏马兰的邮政编码为21540，INSEE市镇编码为21592。

## 政治
萨维尼苏马兰所属的省级选区为塔朗县。

## 交通
科多尔省省道D16线和D104G线经过境内。

## 人口

1962-2008年间萨维尼苏马兰人口变化图示

萨维尼苏马兰于2022年1月1日时的人口数量为233人。